# Яковлев, Михаил Иванович (Герой Советского Союза)
Михаи́л Ива́нович Я́ковлев (26 июля [8 августа] 1910 — 22 июля 1943) — советский офицер-танкист, Герой Советского Союза (1942), участник Великой Отечественной войны в должности командира танкового взвода 86-го отдельного танкового батальона 55-й армии Ленинградского фронта, старший лейтенант (4.08.1942).

## Биография
Родился 26 июля (8 августа) 1910 года в деревне Пальцево (ныне в Порховском районе, Псковская область) в крестьянской семье. Русский.
Жил в деревне Клинец Дедовичского района Псковской области. Окончил автодорожный техникум. Работал трактористом на МТС.
В Красной Армии в 1932—1934 годах и с 1941 года. В 1934 году окончил автобронетанковую школу. Участник Великой Отечественной войны с июня 1941 года. Член ВКП(б) с 1942 года.
Командир танкового взвода 86-го отдельного танкового батальона (55-я армия, Ленинградский фронт) младший лейтенант Михаил Яковлев особо отличился 23 декабря 1941 года в бою за деревню Красный Бор на юго-восточных подступах к Ленинграду.
Отражая вражеские контратаки, взвод младшего лейтенанта Яковлева М. И. уничтожил три противотанковых орудия, четыре пулемёта, значительное количество живой силы противника и удержал занятый рубеж.
Указом Президиума Верховного Совета СССР от 6 февраля 1942 года за образцовое выполнение боевых заданий командования на фронте борьбы с немецко-фашистским захватчиками и проявленные при этом мужество и героизм младшему лейтенанту Яковлеву Михаилу Ивановичу присвоено звание Героя Советского Союза с вручением ордена Ленина и медали «Золотая Звезда» (№ 631).
22 июля 1943 года в районе деревни Арбузово. Взвод Яковлева уничтожил 1 танк, 1 противотанковое орудие, 3 пулеметные точки, 5 Дзотов и до 40 вражеских солдат и офицеров. Экипаж танка Яковлева уничтожил 1 пулеметную точку, 5 Дзотов до 25 немцев. Взвод отразил вражескую контратаку, помог закрепиться пехоте на занятом рубеже, сам командирский танк старшего лейтенанта М. И. Яковлева был подбит прямым попаданием вражеского снаряда. 
(https://pamyat-naroda.ru/heroes/podvig-chelovek_nagrazhdenie19175626/)
Похоронен в Санкт-Петербурге на Чесменском воинском кладбище. 

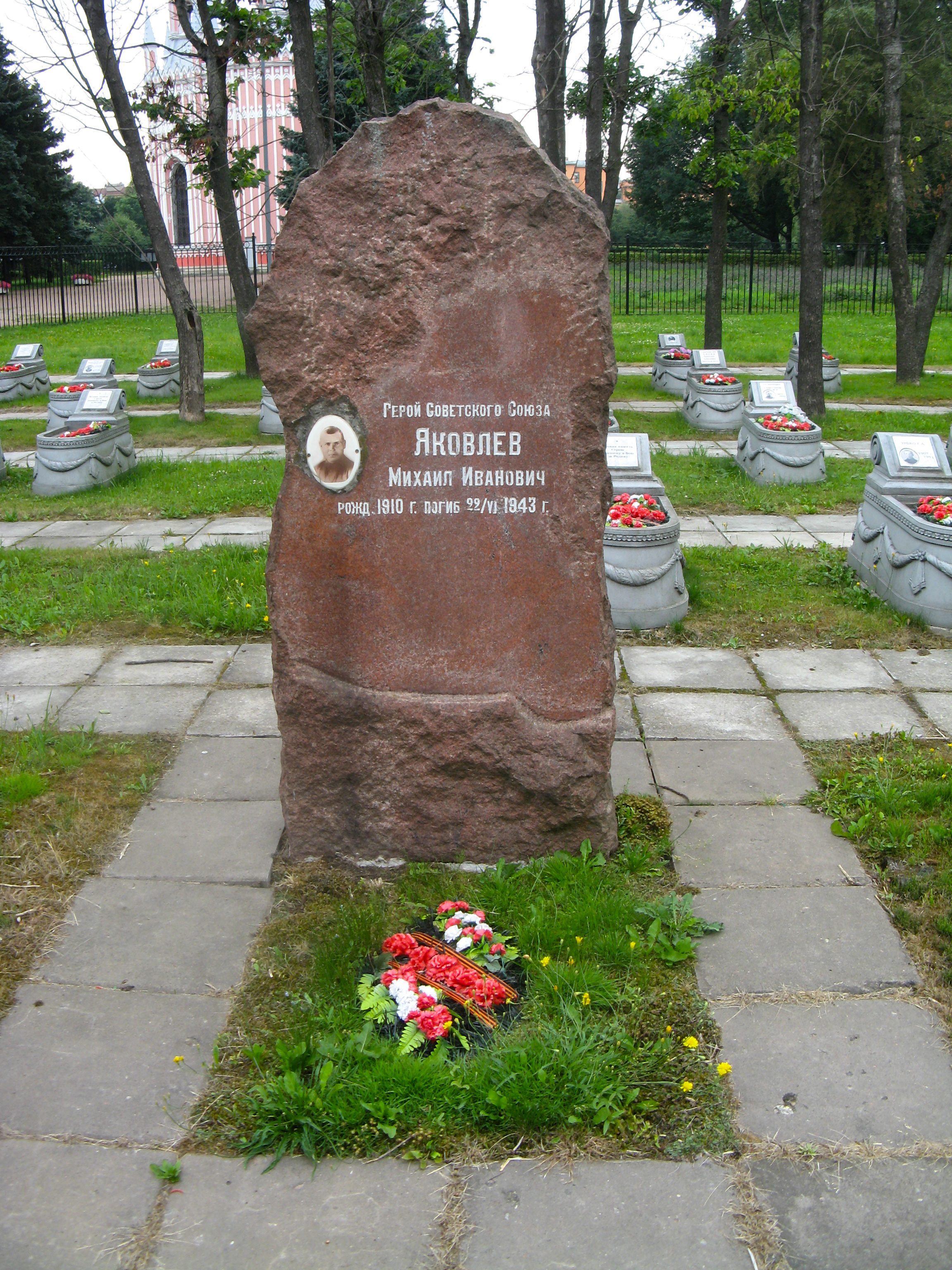
Могила М.И. Яковлева на Чесменском воинском кладбище

## Награды
- Медаль «Золотая Звезда» Героя Советского Союза (6.02.1942, № 631);
- два ордена Ленина (2.01.1942, 6.02.1942);
- орден Отечественной войны I степени (8.08.1943, посмертно);
- медаль «За оборону Ленинграда» (1943).

## Память
- Имя Героя носят:
  - улица в посёлке городского типа Дедовичи Псковской области;
  - школа № 19 в городе Пскове.